# Кирилівка (Царичанський район)
Кирилівка — колишнє село Юр'ївської сільської ради, Царичанський район Дніпропетровської  області.

## Стислі відомості
Населення за даними 1989 становило 10 осіб.
Знято з обліку в 1993 році.
Знаходилося на відстані 1 км від села Преображенка та за 2 км від Юр'ївки. 